# Oparotina
Oparotina, oparenje, oparina ili ošurenje  (лат. ambustio) je vrsta opekotine izazvana dejstvom vodene pare ili vrelog gasa. Kod ove povrede patološkoanatomske promene (isto tako i klinički znaci) su slabije izražene i slabijeg su intenziteta. Uglavnom su to opekotine prvog i drugog stepena, odnosno oparotine prvog i drugog stepena, izuzetno trećeg stepena dok se četvrti stepen i karbonizacija ne javljaju.

## Epidemiologija
Prema većini studija, oštećenja vrelim tečnostima (oparotine) se javljaju u 85% slučajeva, opekotine plamenom i vrelim predmetom u 13%, dok je do 2% lezija prouzrokovano hemijskim agensima, odnosno dejstvom strujnog udara.
Kod dece oparotine su najčešće u uzrastu od jedne do pet godina (period prohodavanja i velikog interesovanja za okolinu) i izazvane su prolivanjem tečnosti (voda, čaj, kafa) iz posude sa šporeta i stola (povlačenjem stolnjaka), ili sedanjem u sud sa vrelom vodom. Starija deca zadobijaju oparotine pri inhalaciji ili samostalnom kupanju.

## Etiopatogeneza
I dok su kod kombustija izazvanih plamenom nastaju sva četiri stepena opekotina, i u osmuđenjem dlaka, koje se lako mogu izvući iz korena, kod oparerenja vrelim tečnostim, usled dejstva sile teže na prosutu tečnost, ona obično curi prema nadole i zadržava se u odeći, pa će ambustiije imati drukčiju lokalizaciju nego opekotine od plamena, jer plamen obično „liže” prema gore.
Za nastanak i dubinu oparotina značajni su visina temperature i dužina delovanja termičkog agensa:
- Temperatura do 45°C narušava funkciju ćelija,
- Temperatura iznad 45°C (50°C) koaguliše proteine i dovodi do nekroze ćelija. Tako će duboku oparotinu izazvati voda temperature 50°C u trajanju od 2 minuta,
- Temperatura od 55°C za 20 sekundi, koaguliše proteine i dovodi do nekroze ćelija
- Temperatura od 60°C za 5 sekundi koaguliše proteine i dovodi do nekroze ćelija.

Oparotinu, i to za kraće od četiri sekunde, najčešće izaziva voda (čak i kada nije dostignuta tačka ključanja). 
Oparotinu takođe mogu prouzrokovati i druge pregrejane tečnosti (jestivo ulje ili mast). Inače, ove povrede češće nastaju i imaju teži stepen ukoliko npr. dete ili starija osoba nije u mogućnosti da skrati vreme kontakta (mala i/ili hendikepirana deca i odrasle osobe).
Mesta pokrivena odećom kod ambustija biće manje izložena delovanju vrelih tekućina, dok na nepokrivenim mestima intenzitet ošurenja je intenzivniji.

## Znaci i simptomi
Karakteristike oparotine zavise od njene dubine. Površinske oparotine izazivaju bolove koji mogu da potraju dva do tri dana, posle čega dolazi do ljušćenja kože tokom narednih nekoliko dana. Pacijenti koji zadobiju ozbiljne oparotine obično se više žale na nelagodnost ili na osećaj pritiska nego na bol. 
Kod oparotina trećeg stepena, koje su najređe, pacijenti uopšte ne moraju da osete lagani dodir ili ubod na oparenoj koži. Dok su površinske opekotine uglavnom crvene boje, ozbiljne opekotine mogu biti roze, bele ili crne. Ako se oparotine pojave na ustima može doži i do promena u ustima, ali ovo nije pouzdana tvrdnja.
| Tip                                                                     | Uključeni su slojevi                           | Izgled                                                            | Građa                 | Osećanje               | Trajanje lečenja               | Prognoza                                                                             | Primer                                                                         |
| ----------------------------------------------------------------------- | ---------------------------------------------- | ----------------------------------------------------------------- | --------------------- | ---------------------- | ------------------------------ | ------------------------------------------------------------------------------------ | ------------------------------------------------------------------------------ |
| Površinski (prvi stepen oparotine)                                      | Epiderm                                        | Crvenilo bez plikova                                              | Suva                  | bolna opekotina        | 5-10 dana                      | Lečenje dobro napreduje;                                                             | Opekotine od sunca uglavnom spadaju u opekotine prvog stepena.                 |
| Površinske oparotine koje su delimično zahvatile i tkivo (drugi stepen) | Šire se po površinskom (papilarnom) delu derma | Crvenilo sa čistim plikom. Bledi tragovi na pritisak.             | Vlažnost              | Veoma bolno            | manje od 2–3 nedelje           | Lokalna infekcija/celulitis ali uglavnom bez ožiljaka                                | Opekotine drugog stepena na palcu                                              |
| Delimične opekotine dubokog tkiva (drugi stepen oparotine)              | Šire se duboko u (retikularni) derm            | Žuta ili bela boja. Sa manje bledila. Mogu se pojaviti i plikovi. | Veoma suvo            | Pritisak i nelagodnost | 3–8 nedelja                    | Nastanak ožiljaka, zgrčenost mišića (može biiti potrebno isecanje presađivanje kože) | Opekotina drugog stepena nastala kontaktom kože sa ključalom vodom             |
| Najdublje oparotina (treći stepen)                                      | Šire se kroz ceo derm                          | Rana je ukrućena i belo-mrke boje Bez bledila                     | Poput uštavljene kože | Odsustvo bola          | Produženo (meseci) i nepotpuno | Nastanak ožiljaka, zgrčenost mišića, amputacija (preporučuje se rano isecanje)       | Opekotina trećeg stepena stara osam dana, nastala od vrelog auspuha motocikla. |

## Dijagnoza i diferencijalna dijagnoza
Dijagnoza se zasniva u prvom redu na utvrđivanju i razlikovanju ošurenja od opečenosti plamenom, hemijskim sredstvima ili strujom.

## Terapija
Lečenje oparotina je dugotrajno i složeno, a ishod često neizvestan i sa brojnim funkcionalnim, estetskim i psihičkim posledicama. Poseban problem predstavljaju teške opekotine velikih površina, koje imaju veliki medicinski, socijalni i ekonomski značaj. Kompleksnost lečenja proističe iz brojnih poremećaja koji nastaju kako na nivou opekotinskih rana, tako i na nivou sistemskih poremećaja.
Zato terapija teških oparotina spada u grupu najtežih u kliničkoj medicini. Njihovo lečenje najčešće zahteva velike napore i multidisciplinarni pristup zdravstvenih radnika, široku paletu lekova i drugim farmaceutskih proizvoda. Zato su ova lečenja veoma skupa a proces rehabilitacije i resocijacije dugotrajan i složen.
Američko udruženje za opekotine i Američki koledž hirurga 1999. postavilo je kriterijume za razvrstavanje (trijažu), početno lečenje i bolničko lečenje opekotina, koji su danas opšte prihvaćeni u mnogim zemljama sveta: 
- lake oparotine leče se ambulantno,
- srednje teške i teške oparotine leče se u bolničkim uslovima,
- deo teških oparotina leče se u specijalizovanim ustanovama.

## Spoljašnje veze
- Burns at MedlinePlus

|  | Molimo Vas, obratite pažnju na važno upozorenje u vezi sa temama iz oblasti medicine (zdravlja). |